# Europese weg 22
De Europese weg E22 begint bij Holyhead in Wales in het Verenigd Koninkrijk en gaat via Manchester en Leeds naar Immingham. Hier wordt de route onderbroken wegens het ontbreken van een veerverbinding over de Noordzee naar Amsterdam.
In Nederland loopt de route van de E22 verder vanaf Amsterdam en via de Afsluitdijk, Sneek, Joure, Heerenveen en Groningen naar de Duitse grens bij Bad Nieuweschans.
In Duitsland loopt de E22 nu nog via Hamburg en Lübeck. Wanneer de nieuw aan te leggen A20 tussen Dreieck Westerstede en Kreuz Lübeck gereed is, wil men de E22 over deze nieuwe weg laten gaan. Daarna loopt hij via Wismar, Rostock en Dreieck Vorpommern, over de B96 via Stralsund naar Sassnitz (op het eiland Rügen), om vervolgens via een veerverbinding naar Zweden te gaan.
In Zweden wordt vanaf Norrköping de route onderbroken omdat er geen veerverbinding is naar Letland.
Het laatste stuk van de E22 begint in het Letse Ventspils. Via Riga leidt de weg naar Moskou. Na Moskou volgt de route het verloop van de Trans-Siberische spoorlijn, via Vladimir naar Nizjni Novgorod en vandaar verder over Kazan en Jelaboega, Perm en Jekaterinenburg naar Tjoemen en ten slotte Isjim nabij de grens met Kazachstan.

## Plaatsen langs de E22
| Verenigd Koninkrijk - Holyhead - Chester - Warrington - Manchester - Leeds - Doncaster - Immingham Geen veerverbinding Nederland - Amsterdam - Purmerend - Hoorn - Afsluitdijk - Bolsward - Sneek - Joure - Heerenveen - Drachten - Groningen - Hoogezand - Winschoten - Bad Nieuweschans Duitsland - Oldenburg - Bremen - Hamburg - Lübeck - Wismar - Rostock - Stralsund - Sassnitz |  | Vervolgens met de veerboot naar Zweden - Trelleborg - Malmö - Kalmar - Norrköping Vervolgens naar Letland - Ventspils - Riga - Jēkabpils - Rēzekne - Ludza Rusland - Velikieje Loeki - Moskou - Vladimir - Nizjni Novgorod - Perm - Isjim |

## Nationale wegnummers
De E22 loopt over de volgende nationale wegnummers, van west naar oost:
| Nummer              | Tracé                    |
| Verenigd Koninkrijk | Verenigd Koninkrijk      |
| ------------------- | ------------------------ |
| A55                 | Holyhead - Chester       |
| M56                 | Chester - Manchester     |
| M60                 | Ringweg Manchester       |
| M62                 | Manchester - Leeds       |
| A1                  | Leeds - Doncaster        |
| M18                 | Doncaster - Hatfield     |
| M180                | Hatfield - Immingham     |
| Nederland           |                          |
|                     | Ringweg Amsterdam        |
|                     | Amsterdam - Zaandam      |
|                     | Zaandam - Duitsland      |
| Duitsland           |                          |
|                     | Nederland - Bunde        |
|                     | Bunde - Leer             |
|                     | Leer - Bremen            |
|                     | Bremen - Lübeck          |
|                     | Lübeck - Süderholz       |
|                     | Süderholz - Sassnitz     |
| Zweden              |                          |
|                     | Trelleborg - Norrköping  |
| Letland             |                          |
| A10                 | Ventspils - Riga         |
| A5                  | Ringweg Riga             |
| A6                  | Riga - Jēkabpils         |
| A12                 | Jēkabpils - Rusland      |
| Rusland             |                          |
| M9                  | Rusland - Moskou         |
| M7                  | Moskou - Nizjni Novgorod |

## Foto's

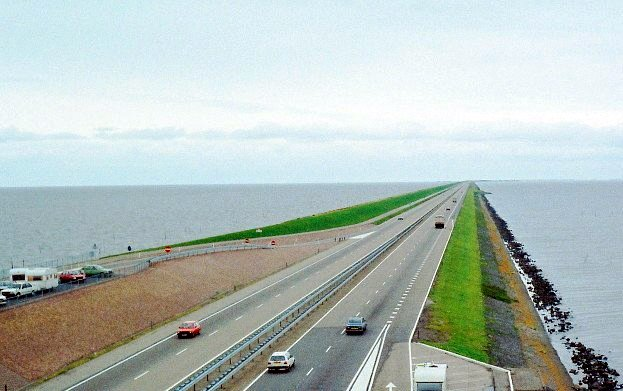
E22 op de Afsluitdijk in 1987
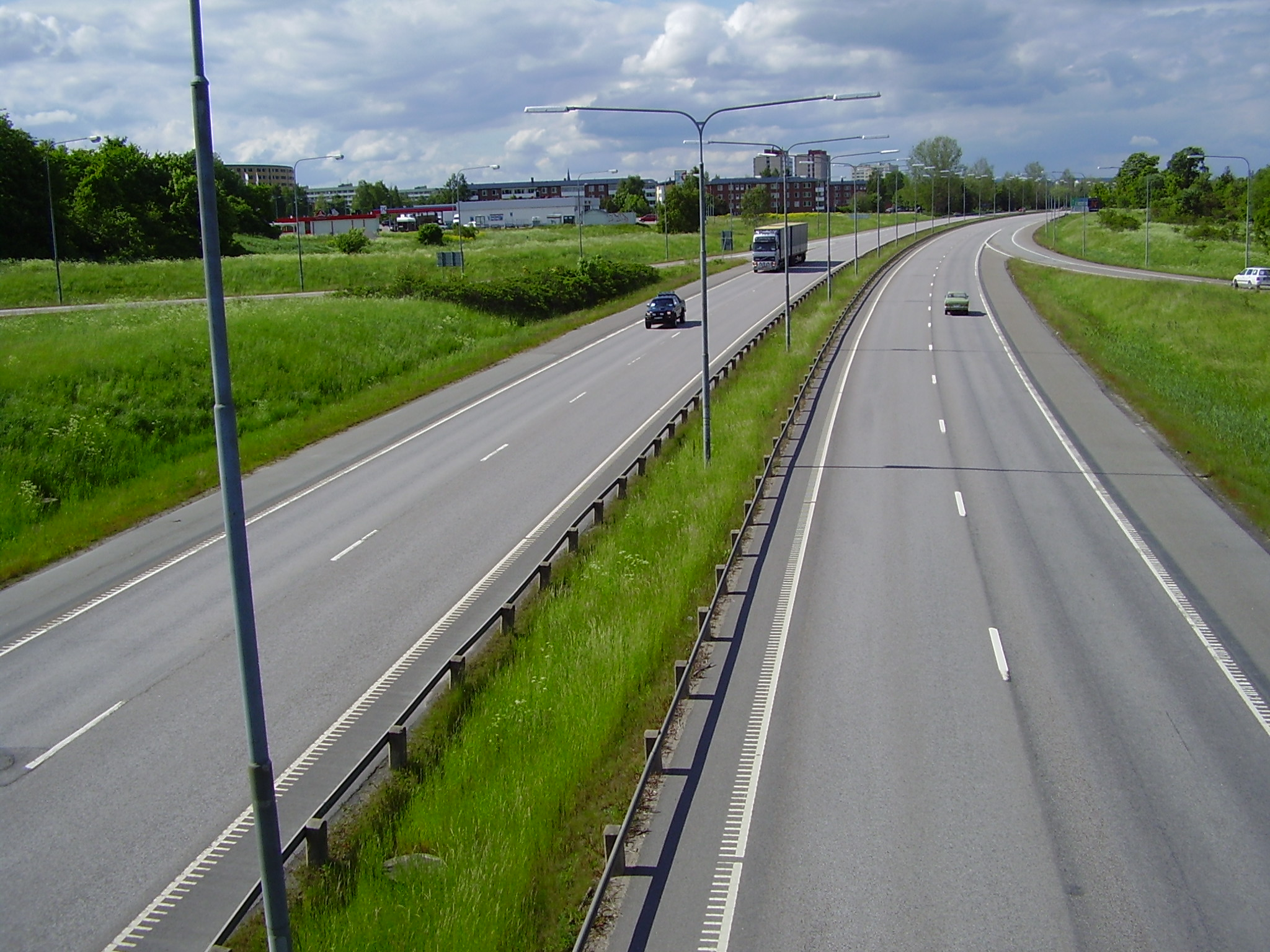
E 22 in Norrköping in Zweden
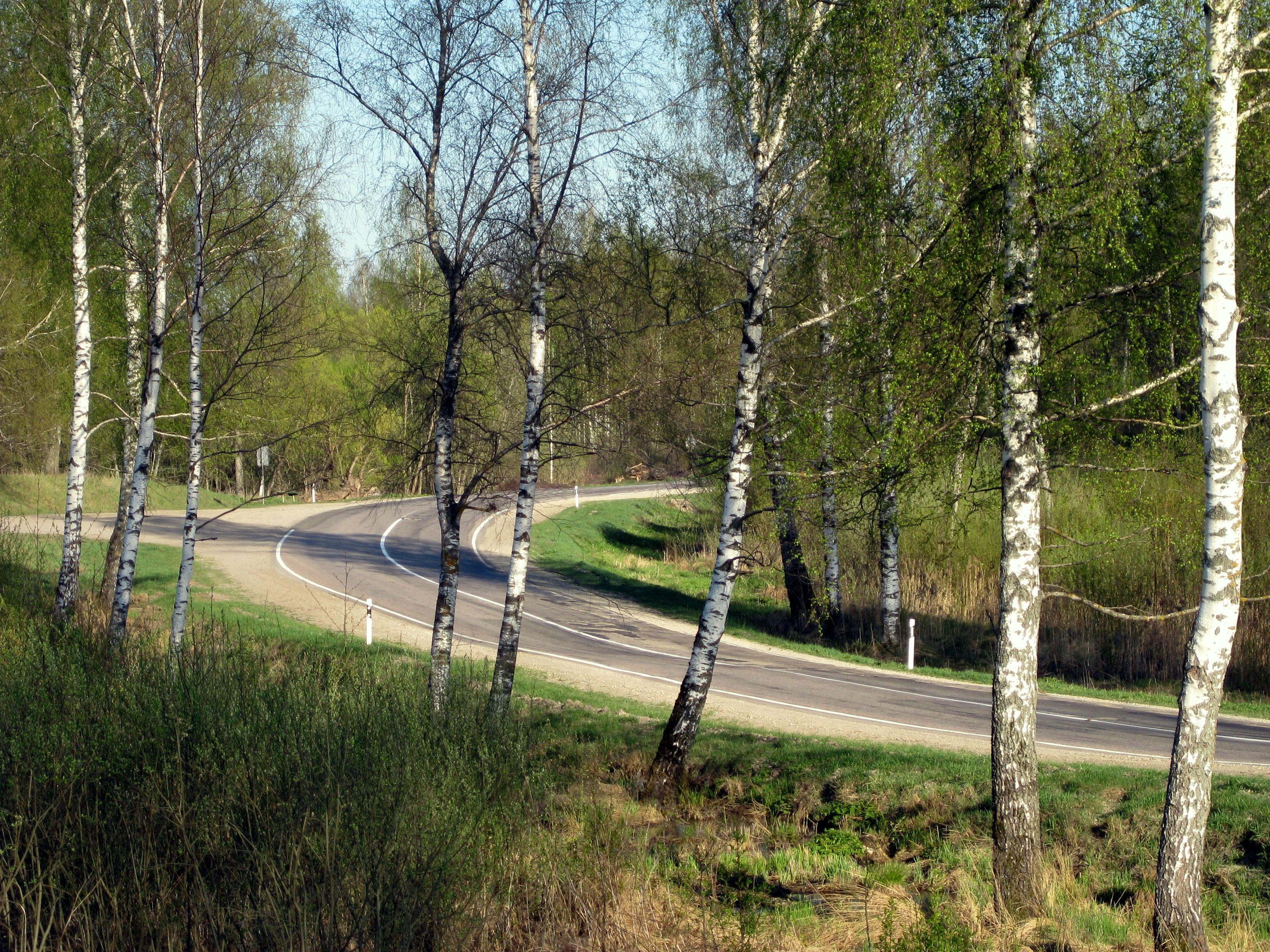
E22 nabij Rēzekne in Letland
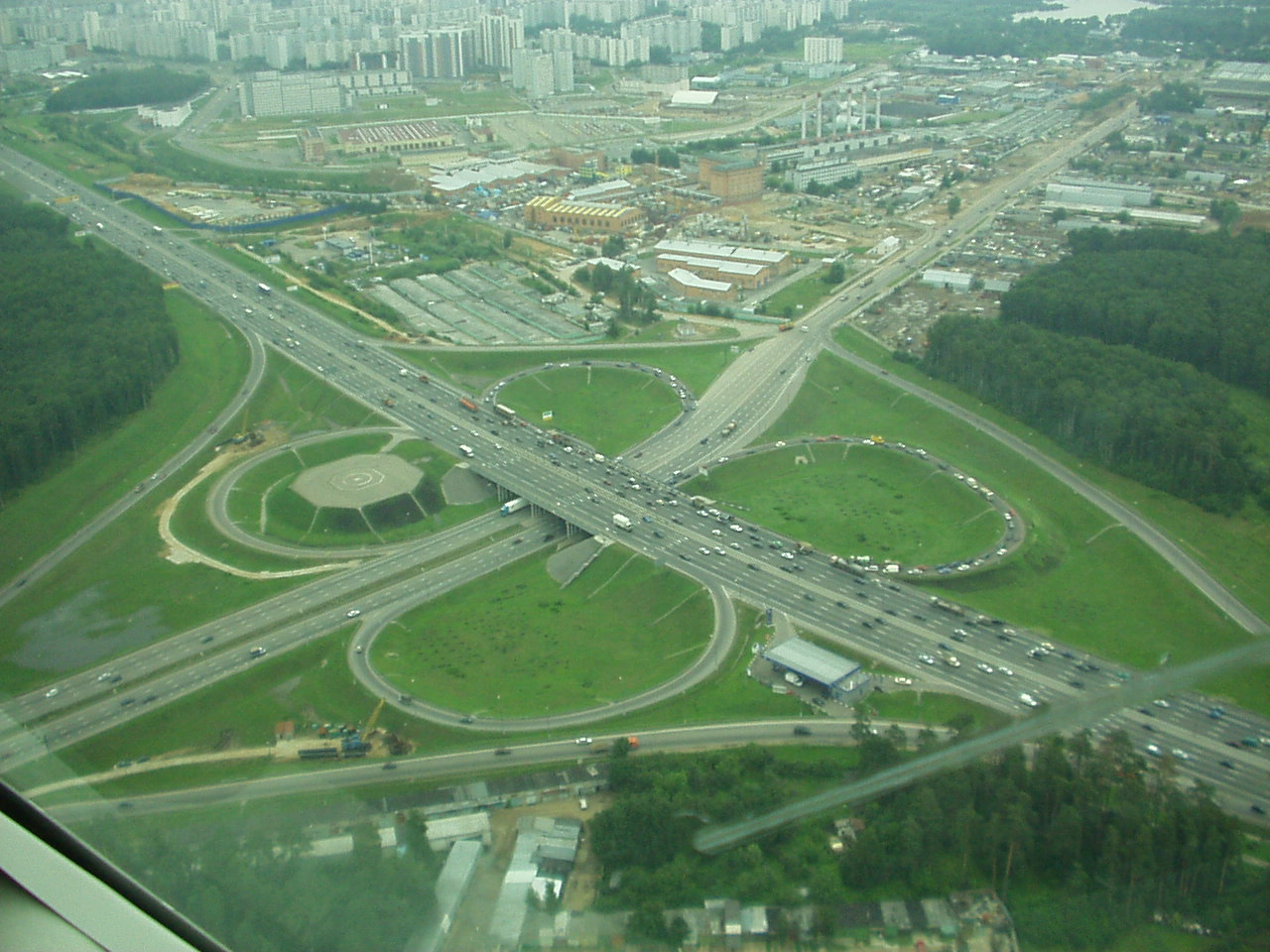
De M-9 (onderdeel van de E22) begint in Moskou
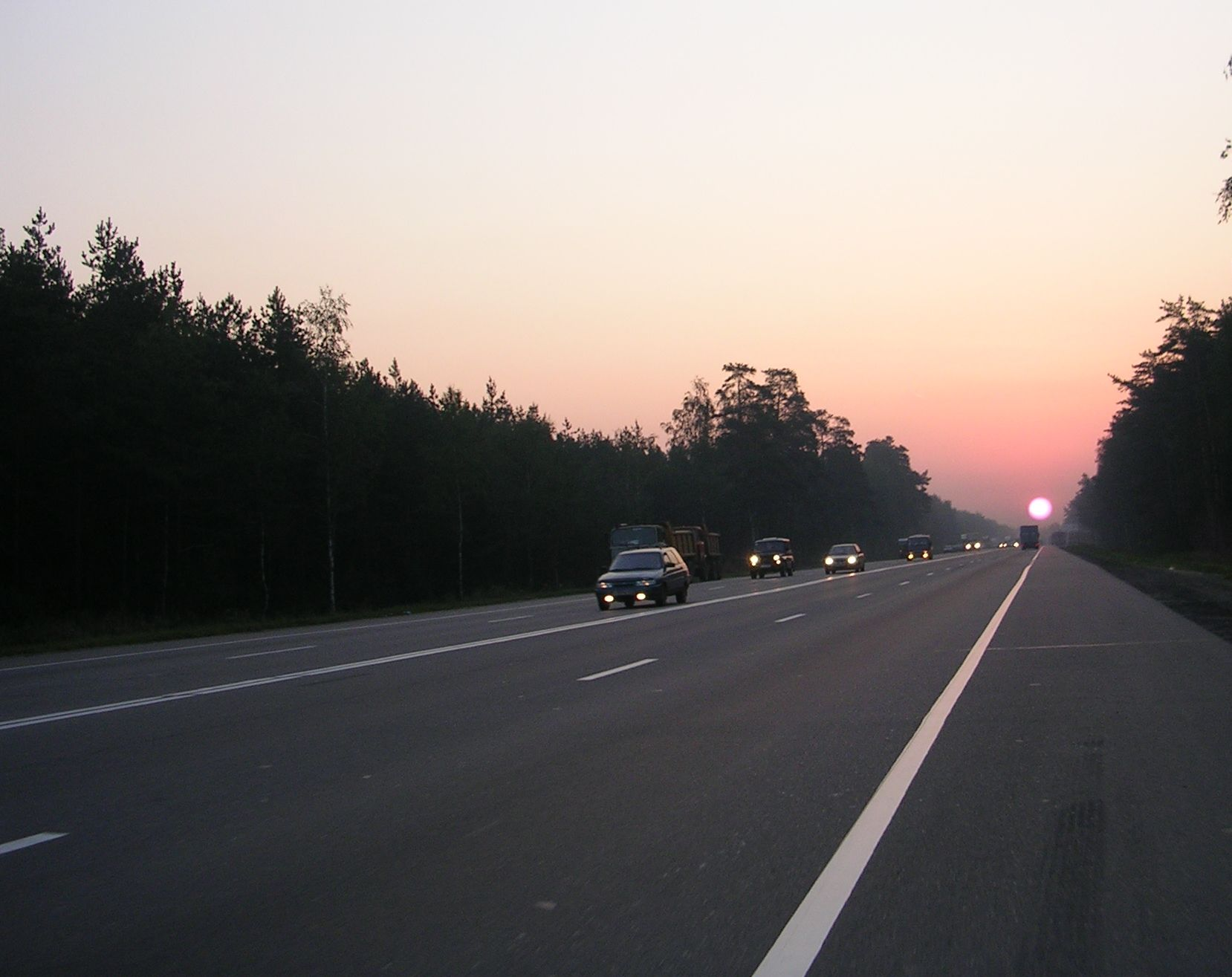
E22 nabij Orechovo-Zoejevo in Rusland
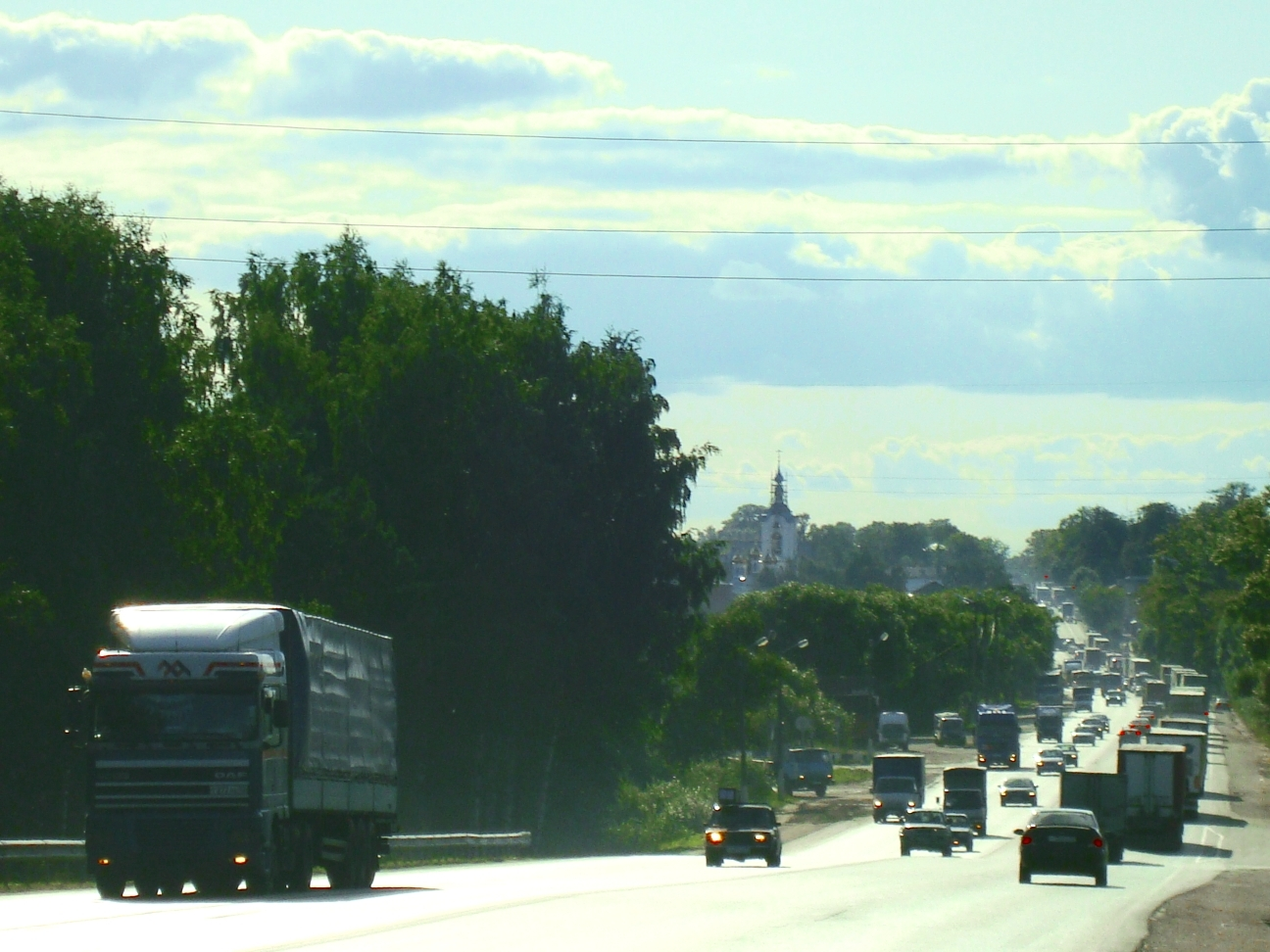
E22 in de Russische stad Pokrov (oblast Vladimir)

Europese wegen:
E4 · E6 · E10 · E12 · E14 · E16 · E18 · E20 · E22 · E45 · E65
Riksvägar:
9 · 11 · 13 · 15 · 17 · 19 · 21 · 23 · 24 · 25 · 26 · 27 · 28 · 29 · 30 · 31 · 32 · 34 · 35 · 37 · 40 · 41 · 42 · 44 · 46 · 47 · 49 · 50 · 51 · 52 · 53 · 55 · 56 · 57 · 61 · 62 · 63 · 66 · 68 · 69 · 70 · 72 · 73 · 75 · 76 · 77 · 83 · 84 · 86 · 87 · 90 · 92 · 94 · 95 · 97 · 98 · 99